# Atletismo nos Jogos Paralímpicos de Verão de 2012 - Arremesso de disco masculino
As competições de arremesso de disco masculino do atletismo nos Jogos Paralímpicos de Verão de 2012 foram disputadas entre os dias 1 e 8 de setembro no Estádio Olímpico de Londres, na capital britânica. Participaram desse evento atletas que foram divididos em 10 classes diferentes de deficiência. 

## Medalhistas

### Classe F11
| Ouro   | ESP David Casino       |
| Prata  | UKR Vasyl Lishchynskyi |
| Bronze | AUT Bil Marinkovic     |

### Classe F32/33/34
| Ouro   | CHN Wang Yanzhang   |
| Prata  | KSA Hani Alnakhli   |
| Bronze | ALG Lahouari Bahlaz |

### Classe F35/36
| Ouro   | GER Sebastian Ernst Klaus Dietz |
| Prata  | UKR Oleksii Pashkov             |
| Bronze | CHN Wenbo Wang                  |

### Classe F37/38
| Ouro   | IRN Javad Hardani      |
| Prata  | CHN Dong Xia           |
| Bronze | POL Tomasz Blatkiewicz |

### Classe F40
| Ouro   | CHN Zhiming Wang             |
| Prata  | GRE Paschalis Stathelakos    |
| Bronze | BRA Jonathan de Souza Santos |

### Classe F42
| Ouro   | GBR Aled Davies        |
| Prata  | IRN Mehrdad Karamzadeh |
| Bronze | CHN Lezheng Wang       |

### Classe F44
| Ouro   | USA Jeremy Campbell  |
| Prata  | GBR Dan Greaves      |
| Bronze | IRN Farzad Sepahvand |

### Classe F51/52/53
| Ouro   | ALG Mohamed Berrahal |
| Prata  | LAT Aigars Apinis    |
| Bronze | TUN Mohamed Zemzemi  |

### Classe F54/55/56
| Ouro   | CUB Leonardo Díaz     |
| Prata  | SRB Draženko Mitrović |
| Bronze | IRN Ali Mohammad Yari |

### Classe F57/58
| Ouro   | RUS Alexey Ashapatov   |
| Prata  | CZE Rostislav Pohlmann |
| Bronze | EGY Metawa Abouelkhir  |

## F11
| Pos. | Atleta                          | 1     | 2     | 3     | 4     | 5     | 6     | Marca | Notas                |
| ---- | ------------------------------- | ----- | ----- | ----- | ----- | ----- | ----- | ----- | -------------------- |
| 1 !  | ESP David Casino                | 31,17 | 36,83 | 38,41 | 38,00 | x     | x     | 38,41 | Recorde da temporada |
| 2 !  | UKR Vasyl Lishchynskyi          | x     | 35,66 | x     | 34,24 | x     | x     | 35,66 |                      |
| 3 !  | AUT Bil Marinkovic              | 32,30 | 34,36 | 33,84 | 34,59 | x     | 32,79 | 34,59 |                      |
| 4    | ARG Sebastián Baldassarri       | x     | x     | 32,72 | 31,18 | x     | 34,03 | 34,03 |                      |
| 5    | COL Edwin Rodriguez Gonzales    | x     | x     | 33,39 | x     | x     | 31,93 | 33,39 |                      |
| 6    | ARG Sergio Paz                  | 31,32 | x     | 32,44 | 31,41 | 31,99 | 31,82 | 32,44 |                      |
| 7    | BRA Luciano dos Santos Pereira  | 29,14 | x     | 8,25  | 29,31 | x     | x     | 29,31 |                      |
| 8    | POR Nelson Gonçalves            | 25,66 | 27,29 | 27,13 | 27,62 | 29,04 | x     | 29,04 |                      |
| 9    | DOM Alfonso Olivero Encarnación | 23,18 | 25,63 | 27,08 | -     | -     | -     | 27,08 |                      |
| 10   | IRQ Hameed Hassain              | 26,65 | 24,43 | 26,56 | -     | -     | -     | 26,65 | Recorde da temporada |
| 11   | TRI Ronald Carlos Greene        | x     | x     | 26,28 | -     | -     | -     | 26,28 |                      |
| 12 ! | GUA Isaac Leiva                 | x     | x     | x     | -     | -     | -     | NM    |                      |

## F32/33/34
| Pos. | Atleta                                 | Classe | 1     | 2     | 3     | 4     | 5     | 6     | Marca | Pontos | Notas                |
| ---- | -------------------------------------- | ------ | ----- | ----- | ----- | ----- | ----- | ----- | ----- | ------ | -------------------- |
| 1 !  | CHN Wang Yanzhang                      | F34    | 42,57 | 46,21 | 43,48 | 43,30 | 49,03 | 36,64 | 49,03 | 1166   | Recorde mundial      |
| 2 !  | KSA Hani Alnakhli                      | F33    | 30,55 | 32,61 | 32,51 | 31,69 | 34,65 | 33,64 | 34,65 | 1113   | Recorde mundial      |
| 3 !  | ALG Lahouari Bahlaz                    | F32    | 21,34 | 21,71 | 20,34 | 21,45 | 22,30 | 5,82  | 22,30 | 1081   | Recorde mundial      |
| 4    | TUN Mohamed Ali Krid                   | F34    | 30,69 | 41,79 | x     | 37,82 | x     | x     | 41,79 | 1004   | Recorde africano     |
| 5    | CZE Frantisek Serbus                   | F32    | 19,28 | x     | 20,64 | x     | x     | x     | 20,64 | 999    | Recorde europeu      |
| 6    | QAT Abdulrahman Abdulqadir Abdulrahman | F34    | x     | 40,15 | x     | 34,78 | 37,37 | 37,11 | 40,15 | 960    | Recorde da temporada |
| 7    | SVK Miloslav Bardiovsky                | F32    | 19,83 | x     | 19,02 | 6,54  | x     | 18,93 | 19,83 | 956    | Recorde da temporada |
| 8    | RUS Alexander El'min                   | F34    | 39,47 | 39,34 | 39,74 | 38,35 | 39,25 | 39,85 | 39,85 | 952    | Recorde europeu      |
| 9    | IRI Jalal Khakzadiyeh                  | F34    | 36,71 | 38,22 | 39,29 | -     | -     | -     | 39,29 | 936    |                      |
| 10   | GBR Kieran Tscherniawsky               | F33    | 28,16 | 28,59 | 29,05 | -     | -     | -     | 29,05 | 925    | Recorde europeu      |
| 11   | FRA Thierry Cibone                     | F34    | 36,31 | 38,22 | x     | -     | -     | -     | 38,22 | 906    | Recorde da temporada |
| 12   | COL Mauricio Valencia                  | F34    | x     | x     | 36,50 | -     | -     | -     | 36,50 | 855    |                      |
| 13   | CRO Slaven Hudina                      | F32    | 15,47 | 17,04 | 17,09 | -     | -     | -     | 17,09 | 791    |                      |
| 14   | ALG Kamel Kardjena                     | F33    | x     | 25,50 | x     | -     | -     | -     | 25,50 | 780    |                      |
| 15   | MAS Adderin Majurin                    | F33    | x     | 24,26 | x     | -     | -     | -     | 24,26 | 726    |                      |
| 16   | UAE Mohammad Almehairi                 | F34    | 31,58 | x     | x     | -     | -     | -     | 31,58 | 696    |                      |
| 17   | UAE Ahmed Alhousani                    | F33    | x     | 22,37 | 22,75 | -     | -     | -     | 22,75 | 658    |                      |
| 18   | IRL Raymond O'Dwyer                    | F34    | x     | 29,27 | 30,34 | -     | -     | -     | 30,34 | 654    |                      |
| 19   | OMA Mohamed Al Nabhani                 | F33    | 19,18 | 19,50 | 20,94 | -     | -     | -     | 20,94 | 574    | Recorde pessoal      |
|      | ALG Karim Betina                       | F32    | x     | x     | x     | -     | -     | -     | -     | NM     |                      |

## F35/36
| Pos. | Atleta                                 | Classe | 1     | 2     | 3     | 4     | 5     | 6     | Marca | Notas                |
| ---- | -------------------------------------- | ------ | ----- | ----- | ----- | ----- | ----- | ----- | ----- | -------------------- |
| 1 !  | GER Sebastian Ernst Klaus Dietz        | F36    | 37,79 | 37,38 | 38,54 | 36,01 | 33,30 | 33,68 | 38,54 |                      |
| 2 !  | UKR Oleksii Pashkov                    | F36    | 33,15 | x     | 37,89 | 37,80 | 31,89 | 36,56 | 37,89 | Recorde pessoal      |
| 3 !  | CHN Wenbo Wang                         | F36    | 34,36 | 37,66 | 37,87 | 35,82 | 37,61 | 34,55 | 37,87 | Recorde da temporada |
| 4    | POL Pawel Piotrowski                   | F36    | 36,58 | 37,29 | x     | 37,59 | 31,00 | x     | 37,59 |                      |
| 5    | UKR Volodymyr Zhaivoronok              | F36    | x     | 37,34 | x     | 33,91 | 35,76 | x     | 37,34 | Recorde da temporada |
| 6    | NAM Reginald Benade                    | F36    | 29,90 | 32,50 | 36,76 | x     | 37,28 | x     | 37,28 | Recorde da temporada |
| 7    | CRO Albin Vidović                      | F36    | x     | 36,20 | x     | 31,43 | 32,16 | x     | 36,20 |                      |
| 8    | RSA Duane Strydom                      | F36    | 34,44 | x     | 35,64 | 35,02 | x     | 34,48 | 35,64 |                      |
| 9    | BRA Paulo Souza                        | F36    | 31,59 | 32,86 | x     | -     | -     | -     | 32,86 |                      |
| 10   | PER Pompilio Falconi-Álvarez           | F36    | 29,10 | 29,80 | 31,08 | -     | -     | -     | 31,08 | Recorde da temporada |
| 11   | MEX Norberto Manuel Zertuche Rodríguez | F36    | 6,81  | 29,95 | x     | -     | -     | -     | 29,95 |                      |

## F37/38
| Pos. | Atleta                        | Classe | 1     | 2     | 3     | 4     | 5     | 6     | Marca | Pontos | Notas                |
| ---- | ----------------------------- | ------ | ----- | ----- | ----- | ----- | ----- | ----- | ----- | ------ | -------------------- |
| 1 !  | IRI Javad Hardani             | F38    | 51,51 | 48,31 | 52,46 | 52,91 | 47,32 | -     | 52,91 | 1024   | Recorde mundial      |
| 2 !  | CHN Dong Xia                  | F37    | 51,34 | 53,71 | 55,81 | x     | 51,55 | x     | 55,81 | 1017   | Recorde mundial      |
| 3 !  | POL Tomasz Blatkiewicz        | F37    | 45,49 | 50,84 | 51,12 | 50,05 | 54,02 | 50,31 | 54,02 | 1008   | Recorde europeu      |
| 4    | UZB Khusniddin Norbekov       | F37    | x     | 48,92 | 50,27 | 52,05 | 51,54 | x     | 52,05 | 997    | Recorde pessoal      |
| 5    | EGY Mohamed Mohamed Ramadan   | F37    | 49,95 | 49,90 | 51,49 | 51,92 | 49,27 | 47,44 | 51,92 | 996    | Recorde africano     |
| 6    | TUN Hamdi Ouerfelli           | F38    | 42,24 | 45,02 | 44,24 | 43,99 | 43,99 | 44,48 | 45,02 | 972    | Recorde africano     |
| 7    | UKR Oleksandr Doroshenko      | F38    | 39,56 | 44,49 | 43,25 | 39,95 | 44,58 | x     | 44,58 | 968    | =                    |
| 8    | EGY Ibrahim Ahmed Abdelwareth | F38    | 37,41 | 42,94 | x     | x     | x     | x     | 42,94 | 950    | PB                   |
| 9    | LTU Mindaugas Bilius          | F37    | x     | 33,17 | 43,29 | -     | -     | -     | 43,29 | 909    |                      |
| 10   | DEN Ronni Jensen              | F37    | 41,21 | 42,51 | 41,47 | -     | -     | -     | 42,51 | 898    |                      |
| 11   | BAH Ahmed Meshaima            | F37    | x     | 40,21 | x     | -     | -     | -     | 40,21 | 859    | Recorde da temporada |
| 12   | FIN Timo Mustikkamaa          | F37    | x     | 39,98 | x     | -     | -     | -     | 39,98 | 855    | Recorde da temporada |
| 13   | UKR Mykola Zhabnyak           | F37    | x     | x     | 39,30 | -     | -     | -     | 39,30 | 842    |                      |
| 0 !  | CZE Dušan Grézl               | F38    | 0 !   | 0 !   | 0 !   | 0 !   | 0 !   | 0 !   | 0 !   | DNS    |                      |

## F40
| Pos. | Atleta                                | 1     | 2     | 3     | 4     | 5     | 6     | Marca | Notas                |
| ---- | ------------------------------------- | ----- | ----- | ----- | ----- | ----- | ----- | ----- | -------------------- |
| 1 !  | CHN Zhiming Wang                      | 36,34 | 45,78 | 38,32 | 45,15 | 41,65 | 37,91 | 45,78 | Recorde mundial      |
| 2 !  | GRE Paschalis Stathelakos             | 36,45 | 37,56 | 32,64 | 42,08 | x     | 44,11 | 44,11 | Recorde europeu      |
| 3 !  | BRA Jonathan de Souza Santos          | 39,53 | 40,49 | 39,58 | 40,00 | 40,37 | x     | 40,49 |                      |
| 4    | POL Bartosz Tyszkowski                | 26,04 | 35,11 | 39,20 | 38,72 | x     | 32,91 | 39,20 |                      |
| 5    | TUN Sofyane Mejri                     | 36,86 | 38,07 | 36,27 | 37,36 | x     | 35,47 | 38,07 | Recorde africano     |
| 6    | GRE Alexandros Michail Konstantinidis | 32,60 | 37,59 | x     | 36,69 | 37,04 | 35,14 | 37,59 | Recorde da temporada |
| 7    | USA Scott Danberg                     | 33,78 | 32,25 | 31,01 | 33,46 | 31,92 | x     | 33,78 | Recorde da temporada |
| 8    | CHN Chengcheng Fan                    | 32,81 | 33,07 | 30,86 | 31,62 | 32,93 | 33,19 | 33,19 | Recorde da temporada |
| 9    | MAR Rachid Rachad                     | 32,26 | 30,22 | 29,33 | -     | -     | -     | 32,26 | Recorde pessoal      |
| 10   | ALG Hocine Gherzouli                  | x     | 29,57 | 30,89 | -     | -     | -     | 30,89 | Recorde pessoal      |
| 11   | IRQ Wildan Nukhailawi                 | 27,67 | x     | 28,24 | -     | -     | -     | 28,24 | Recorde da temporada |
| 12   | IRQ Kovan Abdulraheem                 | 26,25 | x     | 27,28 | -     | -     | -     | 27,28 |                      |

## F42
| Pos. | Atleta                   | 1     | 2     | 3     | 4     | 5     | 6     | Marca | Notas                |
| ---- | ------------------------ | ----- | ----- | ----- | ----- | ----- | ----- | ----- | -------------------- |
| 1 !  | GBR Aled Davies          | 45,31 | 42,33 | 45,37 | 42,40 | 41,68 | 46,14 | 46,14 | Recorde europeu      |
| 2 !  | IRI Mehrdad Karamzadeh   | 43,73 | x     | 42,86 | 43,23 | 44,62 | 44,37 | 44,62 | Recorde pessoal      |
| 3 !  | CHN Lezheng Wang         | 38,45 | 40,88 | 40,38 | 42,81 | 41,50 | x     | 42,81 | Recorde pessoal      |
| 4    | GRE Marinos Fylachtos    | 38,31 | 39,59 | 41,63 | 41,00 | 40,50 | 40,14 | 41,63 | Recorde pessoal      |
| 5    | CHN Guofeng Kang         | 39,04 | 40,14 | 40,46 | 39,65 | 40,07 | 40,77 | 40,77 | Recorde pessoal      |
| 6    | BEL Gino de Keersmaeker  | x     | 39,12 | 39,61 | 39,81 | 39,81 | 40,17 | 40,17 | Recorde da temporada |
| 7    | IND Jaideep Jaideep      | 6,78  | 38,20 | 37,77 | 39,77 | 39,23 | 38,43 | 39,77 |                      |
| 8    | SYR Bassam Bassam Sawsan | 36,85 | x     | 32,78 | 37,27 | 31,40 | 32,32 | 37,27 |                      |
| 9    | CHN Yanlong Fu           | x     | x     | 36,54 | -     | -     | -     | 36,54 | Recorde da temporada |
|      | BUL Dechko Ovcharov      | x     | x     | x     | -     | -     | -     | NM    |                      |

## F44
| Pos. | Atleta                   | 1     | 2     | 3     | 4     | 5     | 6     | Marca | Notas                |
| ---- | ------------------------ | ----- | ----- | ----- | ----- | ----- | ----- | ----- | -------------------- |
| 1 !  | USA Jeremy Campbell      | x     | 56,15 | x     | 60,05 | x     | 59,39 | 60,05 | Recorde paralímpico  |
| 2 !  | GBR Dan Greaves          | 53,75 | 56,29 | 59,01 | x     | 57,67 | 55,58 | 59,01 | Recorde da temporada |
| 3 !  | IRI Farzad Sepahvand     | 53,69 | 56,73 | 54,33 | x     | 56,16 | 58,39 | 58,39 | Recorde asiático     |
| 4    | SVK Adrian Matusik       | 51,41 | 53,94 | 52,55 | x     | x     | x     | 53,94 | Recorde pessoal      |
| 5    | CRO Josip Slivar         | x     | 43,57 | x     | 46,70 | 41,77 | 45,51 | 46,70 | Recorde pessoal      |
| 6    | BRA Marco Aurélio Borges | 44,87 | x     | 42,80 | x     | 45,52 | 42,86 | 45,52 |                      |
| 7    | RUS Alexander Filatov    | 43,73 | 44,81 | 43,88 | 44,36 | 45,16 | x     | 45,16 | Recorde da temporada |
| 8    | TGA Aloalo Ki Eneio Liku | x     | 31,08 | 29,94 | 30,78 | 28,08 | 32,73 | 32,73 | Recorde da temporada |

## F51/52/53
| Pos. | Atleta                  | Classe | 1     | 2     | 3     | 4     | 5     | 6     | Marca | Pontos | Notas                |
| ---- | ----------------------- | ------ | ----- | ----- | ----- | ----- | ----- | ----- | ----- | ------ | -------------------- |
| 1 !  | ALG Mohamed Berrahal    | F51    | 12,18 | 10,99 | 12,37 | 5,01  | x     | x     | 12,37 | 1093   | Recorde mundial      |
| 2 !  | LAT Aigars Apinis       | F52    | 19,97 | 20,73 | 19,92 | 21,00 | 20,98 | 20,17 | 21,00 | 1010   | Recorde mundial      |
| 3 !  | TUN Mohamed Zemzemi     | F51    | x     | x     | 10,93 | 9,78  | 11,00 | 11,34 | 11,34 | 917    | Recorde pessoal      |
| 4    | JAM Alphanso Cunningham | F53    | 23,96 | 24,19 | 24,68 | 23,41 | x     | 24,62 | 24,68 | 835    | Recorde da temporada |
| 5    | SLO Jože Flere          | F51    | x     | 10,42 | x     | 9,83  | x     | x     | 10,42 | 761    |                      |
| 6    | CZE Martin Zvolánek     | F51    | 9,47  | 9,80  | 10,34 | 8,92  | 9,96  | x     | 10,34 | 748    | Recorde da temporada |
| 7    | GRE Pantelis Kalogeros  | F51    | 9,50  | 9,93  | 9,51  | x     | 10,06 | 9,61  | 10,06 | 702    | Recorde pessoal      |
| 8    | IND Amit Kumar Kumar    | F51    | 9,80  | 9,34  | 9,62  | 8,96  | 9,72  | 9,89  | 9,89  | 674    |                      |
| 9    | USA Scot Severn         | F53    | 21,49 | 22,01 | 21,78 | -     | -     | -     | 22,01 | 641    |                      |
| 10   | JPN Toshie Oi           | F53    | 20,35 | 19,75 | 20,28 | -     | -     | -     | 20,35 | 528    |                      |
| 0 !  | GRE Nikolaos Kaplanis   | F51    | x     | x     | x     | -     | -     | -     | -     | NM     |                      |
| 0 !  | CRO Miroslav Matić      | F51    | x     | x     | x     | -     | -     | -     | -     | NM     |                      |

## F54/55/56
| Pos. | Atleta                | Classe | 1     | 2     | 3     | 4     | 5     | 6     | Marca | Pontos | Notas                |
| ---- | --------------------- | ------ | ----- | ----- | ----- | ----- | ----- | ----- | ----- | ------ | -------------------- |
| 1 !  | CUB Leonardo Díaz     | F56    | 44,24 | x     | 43,94 | 44,63 | 44,39 | 44,36 | 44,63 | 1019   | Recorde mundial      |
| 2 !  | SRB Draženko Mitrović | F54    | 32,93 | 32,90 | 32,97 | 29,34 | 31,68 | 31,74 | 32,97 | 1012   | Recorde mundial      |
| 3 !  | IRI Ali Mohammad Yari | F56    | 40,73 | 39,17 | 39,56 | 6,07  | 38,69 | 41,98 | 41,98 | 978    | Recorde da temporada |
| 4    | AZE Olokhan Musayev   | F56    | 39,44 | 40,90 | 41,77 | 37,04 | 39,40 | 34,18 | 41,77 | 974    | Recorde pessoal      |
| 5    | JAM Tanto Campbell    | F56    | 35,99 | 41,66 | 40,93 | 39,38 | 41,07 | 40,91 | 41,66 | 972    | Recorde pessoal      |
| 6    | CZE Martin Němec      | F55    | 34,07 | 33,17 | 35,92 | 34,68 | 33,69 | 34,81 | 35,92 | 934    | Recorde da temporada |
| 7    | CHN Fan Liang         | F54    | 28,52 | 27,68 | x     | 27,67 | 18,30 | 29,02 | 29,02 | 919    | Recorde da temporada |
| 8    | BUL Mustafa Yuseinov  | F55    | 28,86 | 32,56 | 31,67 | 31,06 | 32,19 | 32,21 | 32,56 | 849    |                      |
| 9    | EGY Ibrahim Ibrahim   | F56    | x     | 35,32 | x     | x     | x     | x     | 35,32 | 834    | Recorde africano     |
| 10   | GRE Ilias Nalmpantis  | F55    | 29,42 | 30,86 | 31,37 | -     | -     | -     | 31,37 | 814    | Recorde pessoal      |
| 11   | BUL Ruzhdi Ruzhdi     | F55    | 30,29 | 30,27 | 30,47 | -     | -     | -     | 30,47 | 786    |                      |
| 12   | PLE Khamis Zaqout     | F55    | 20,87 | 23,65 | 29,41 | -     | -     | -     | 29,41 | 751    |                      |
| 13   | VIE Cong Luan Trinh   | F56    | 26,76 | x     | x     | -     | -     | -     | 26,76 | 551    |                      |

## F57/58
| Pos. | Atleta                            | Classe | 1     | 2     | 3      | 4     | 5     | 6     | Marca | Pontos | Notas                |
| ---- | --------------------------------- | ------ | ----- | ----- | ------ | ----- | ----- | ----- | ----- | ------ | -------------------- |
| 1 !  | RUS Alexey Ashapatov              | F58    | 56,19 | 53,27 | x      | 55,34 | 54,65 | 60,72 | 60,72 | 1043   | Recorde mundial      |
| 2 !  | CZE Rostislav Pohlmann            | F57    | 41,47 | 44,77 | 46,87  | 44,42 | 43,30 | 46,89 | 46,89 | 951    | Recorde pessoal      |
| 3 !  | EGY Metawa Abouelkhir             | F58    | 54,19 | x     | x      | x     | 51,83 | 51,26 | 54,19 | 944    | Recorde da temporada |
|      | BRA Claudiney Batista dos Santos  | F57    | 41,25 | 45,90 | 45,85  | x     | 35,82 | 44,51 | 45,90 | 931    | Recorde da América   |
| 5    | AZE Samir Nabiyev                 | F57    | 44,66 | 44,78 | 44,62  | 43,87 | x     | 41,76 | 41,76 | 906    | Recorde pessoal      |
| 6    | CHN Zhang Yang                    | F58    | x     | 51,24 | x      | 51,50 | x     | x     | 51,50 | 894    |                      |
| 7    | UAE Issa Saif Hamdan Al Jahwari   | F57    | 41,16 | 39,01 | 42,87  | 40,20 | 41,20 | 42,67 | 42,87 | 862    |                      |
| 8    | MEX Fernando del Rosario González | F58    | 47,83 | 47,82 | 49,38  | 43,59 | 41,29 | 46,29 | 49,38 | 851    |                      |
| 9    | GER Ali Ghardooni                 | F57    | 40,79 | 38,59 | x      | -     | -     | -     | 40,79 | 810    | Recorde da temporada |
| 10   | USA Dennis Ogbe                   | F58    | 47,15 | 40,99 | 454,41 | -     | -     | -     | 47,15 | 802    |                      |
| 11   | GBR Derek Derenalagi              | F57    | 38,16 | 27,65 | 39,37  | -     | -     | -     | 39,37 | 771    |                      |
| 12   | COL Fernando Mina Cortes          | F58    | x     | 41,94 | x      | -     | -     | -     | 41,94 | 673    |                      |
| 13   | BRA Vanderson Alves da Silva      | F57    | 33,55 | 35,81 | x      | -     | -     | -     | 35,81 | 667    |                      |
| 14   | JOR Amer Ali Mustafa Al Abbadi    | F58    | x     | x     | 41,32  | -     | -     | -     | 41,32 | 657    |                      |
| 15   | TAN Zaharani Selemani Mwenemti    | F58    | 39,07 | 39,41 | 39,17  | -     | -     | -     | 39,41 | 605    |                      |
| 16   | COD Levy Kitambala Kizito         | F58    | x     | 27,23 | x      | -     | -     | -     | 27,23 | 265    | Recorde pessoal      |
| 0 !  | VIE Ngoc Hung Cao                 | F58    | x     | x     | x      | -     | -     | -     | -     | NM     |                      |
| 0 !  | GBR Nathan Stephens               | F57    | 0 !   | 0 !   | 0 !    | 0 !   | 0 !   | 0 !   | 0 !   | DNS    |                      |

Legenda
| Recorde mundial      | Recorde mundial (World record)               |                       | Recorde africano                      | Recorde africano (African) |                                           | Q | Classificado por posição (Qualified) |
| Recorde paralímpico  | Recorde paralímpico (Paralympic record)      | Recorde da América    | Recorde da América (Americas)         | q                          | Classificado por melhor tempo (Qualified) |   |                                      |
| Melhor marca do ano  | Melhor marca do ano (World leading)          | Recorde asiático      | Recorde asiático (Asian)              | DNS                        | Não largou (Did not start)                |   |                                      |
| Recorde nacional     | Recorde nacional (National record)           | Recorde europeu       | Recorde europeu (European)            | DNF                        | Não terminou (Did not finish)             |   |                                      |
| Recorde pessoal      | Recorde pessoal do atleta (Personal best)    | Recorde da Oceania    | Recorde da Oceania (Oceania)          | DSQ / DQ                   | Desclassificado (Disqualified)            |   |                                      |
| Recorde da temporada | Recorde da temporada do atleta (Season best) | Recorde sul-americano | Recorde sul-americano (South America) | NM                         | Sem marca (No mark)                       |   |                                      |